# Jonas Vailokaitis
Jonas Vailokaitis  pronunciació (?·pàg.) (1886-1944) va ser un polític lituà, banquer i empresari, i un dels vint signants de la Declaració d'Independència de Lituània.
Nascut prop de Šakiai, va ser educat a l'Institut de Comerç i Indústria de Sant Petersburg. Juntament amb el seu germà va fundar un banc a Kaunas el 1912. Van aplicar una política de compra de finques de propietaris en fallida, i després de subdividir-les, venien la terra als petits agricultors de Lituània, la qual cosa es va acreditar amb la col·locació d'aquestes terres fora de l'abast dels colons russos. Va servir en la Conferència de Vílnius el 1917 i va ser elegit membre del Consell de Lituània, a més de signar l'acta d'independència el 1918.
El 1920 Vailokaitis va ser triat a l'Assemblea Constituent pel Partit Demòcrata Cristià, i va exercir com a president de les comissions de pressupost i finances. Les seves activitats comercials inclouen la fundació de l'Ukio Bankas (Banc del granger), la companyia de comerç d'accions conjuntes Metalas, i diverses empreses d'importació i exportació.
Durant l'ocupació soviètica de Lituània el 1940, es va traslladar a Alemanya, on va morir el 1944.